# Le avventure dell'incredibile Ercole
Le avventure dell'incredibile Ercole è un film italiano del 1985 diretto da Luigi Cozzi.
È il sequel di Hercules, diretto dallo stesso regista nel 1983.

## Trama
Narra le avventure di Ercole (Lou Ferrigno) nel tentativo di recuperare le Sette folgori rubate a Zeus ed impedire inoltre l'impatto tra la Terra e la Luna.